# ジャナヴァサバ経
『ジャナヴァサバ経』（巴: Janavasabha-sutta, ジャナヴァサバ・スッタ）とは、パーリ仏典経蔵長部の第18経。『闍尼沙経』（じゃにしゃきょう）とも。
類似の伝統漢訳経典としては、『長阿含経』（大正蔵1）の第4経「闍尼沙経」や、『人仙経』（大正蔵9）がある。
経名は、経中に出て来るビンビサーラ王の生まれ変わりである夜叉ジャナヴァサバに因む。

## 構成

### 登場人物
- 釈迦
- ジャナヴァサバ --- ビンビサーラ王の生まれ変わりである夜叉

### 場面設定
ある時、釈迦がヴァッジ国ナーディカ村の煉瓦堂で瞑想していると、ビンビサーラ王の生まれ変わりであり、現在は毘沙門天の眷属をしていると称する夜叉ジャナヴァサバが現れた。
彼は釈迦に、仏法のおかげで天に生まれ変わることができたことを感謝しつつ、かつてあった三十三天の布薩の話を始める。
三十三天の善法堂に四天王と帝釈天が集まると、梵天サナンクマーラが現れ、四神足、三つの道、四念処、八正道を説き、これによってマガダ国の40万人の在家信者が預流果を得たと述べる。

## 日本語訳
- 『南伝大蔵経・経蔵・長部経典2』（第7巻） 大蔵出版
- 『パーリ仏典 長部（ディーガニカーヤ）大篇II』 片山一良訳 大蔵出版
- 『原始仏典 長部経典2』 中村元監修 春秋社